# Urruña
Urruña (en francés: Urrugne, en euskera: Urruña) es una localidad y comuna francesa situada en el departamento de Pirineos Atlánticos, en la región de Nueva Aquitania y el territorio histórico vascofrancés de Labort.

## Geografía

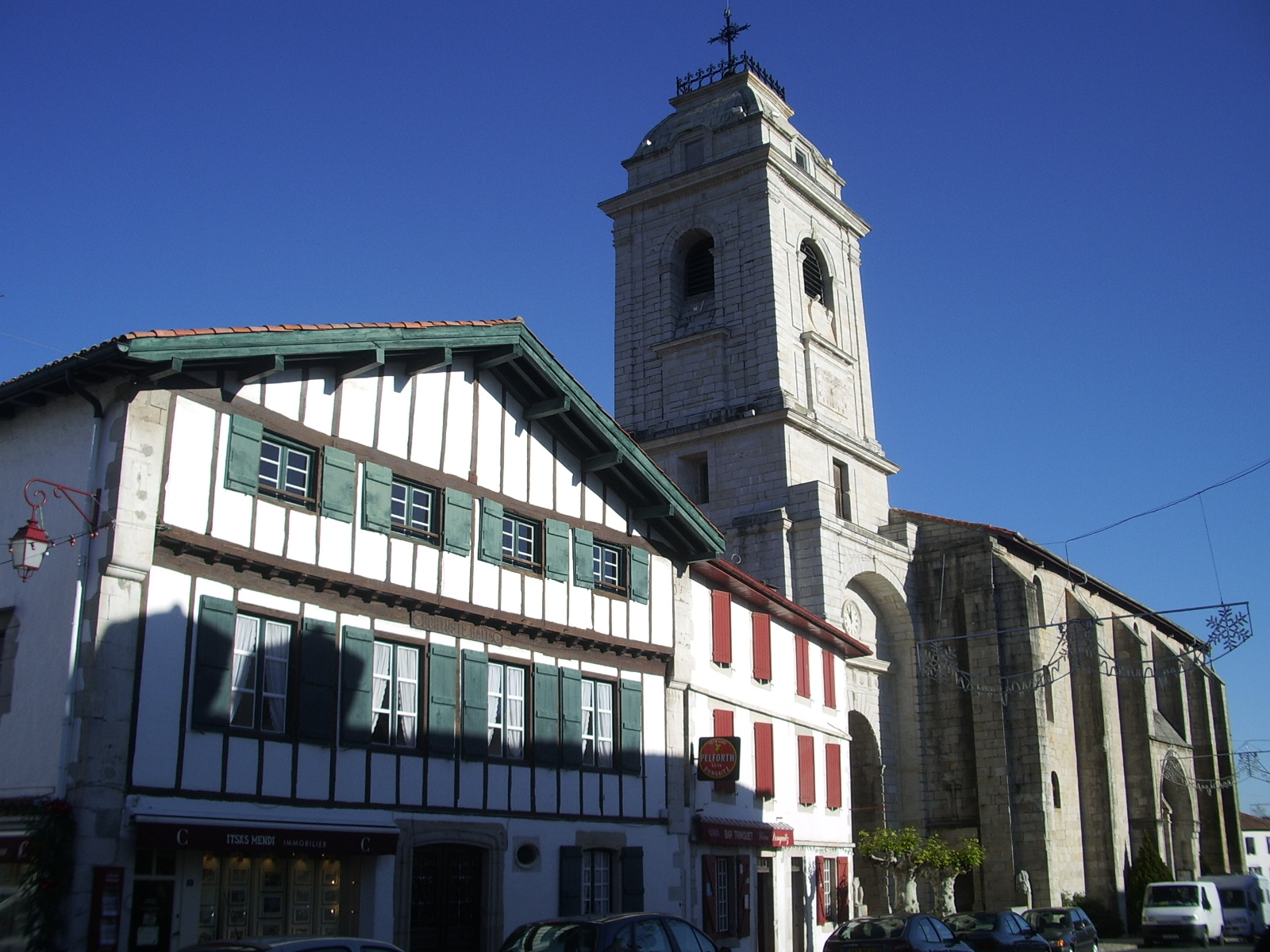
Iglesia de San Vicente de Xaintes

Urruña limita al norte con el mar Cantábrico, al oeste con las comunas de Hendaya y Biriatu (entre ambas, llega hasta el río Bidasoa, al otro lado del cual, ya en España, se encuentra el barrio de Behovia, en Irún), al este con Ciburu y Ascain, y al sur hace frontera con España en el municipio de Vera de Bidasoa, de la Comunidad Foral de Navarra.
Desde la carretera de La Corniche o Erlaitza, zona de acantilados muy visitada, se tiene una maravillosa panorámica de la costa Vasco-Francesa y el mar Cantábrico, desde el cabo Higuer (Fuenterrabía) hasta la comuna de Biarritz.
En el término se encuentra el castillo de Urtubia, construido en el siglo XIV y ampliado en los siglos XVI y XVIII.

## Heráldica
Partido: 1.º, en campo de oro, un león rampante, de gules, que sostiene en su garra derecha un dardo de lo mismo, puesto en barra y punta arriba, y 2.º, en campo de azur, una flor de lis de oro.

## Demografía
| Gráfica de evolución demográfica de Urrugne entre 1800 y 2012 |
|                                                               |

Fuentes: Ldh/EHESS/Cassini e INSEE.